# Pakleni-szigetek
Pakleni-szigetek (horvátul: Paklinski otoci vagy Pakleni otoci, olaszul: Isole Spalmadori) szigetcsoport az Adriai-tengerben, Horvátországban, Hvar városától néhány kilométerre délre.

## Fekvése
A Pakleni-szigetek az Adriai-tenger horvát részén, a közép-dalmát Hvar-sziget délnyugati partja mentén találhatók. Nyugat-kelet irányban nyúlnak a keleti hosszúság 16 ° 18' 36 " és a 16 ° 27' 12" között. A szigetcsoport legnyugatibb pontja Veli Vodnjak szigetén, a legkeletibb pont pedig a Pokonji Dol szigetén található. Észak–déli irányban az északi szélesség 43 ° 10' 37 "és 43 ° 08' 41" között terülnek el. A szigetcsoport legészakibb pontja a Sveti Klementi szigetén található Močiguzica-foknál, míg a legdélebbi pont a Stambedra-szigeten található. A szigetcsoport területe nyugat–keleti irányban 3 km, észak-déli irányban pedig 1,1 km.
A szigetcsoport világítótorony által jelzett nyugati végén található a Vodnjak Veli (44 m), a szigetcsoport északnyugati vége felé pedig a Vodnjak Mali, tőlük északra pedig a Karbun és a Lengva szikla, keletebbre a Travna, a Paržanj és a Borovac szigetek találhatók. Mellettük található a csoport legnagyobb szigete, a Sveti Klement (94 m), amelyen keletről nyugatra három település is található: Momića polje, Vlaka és Palmižana. A sziget északi oldalán hajózva találkozunk a Vlake-öböl előtti kis Škojić-szigettel és a Palmažana-öböl (ahol a kikötő található) előtti Baba-sziklával. A Baba-sziklán egy világítótorony áll.
Sveti Klement szigetének déli oldalán, védve a Soline-öblöt a déli széltől található Dobri otok szigete, nyugatabbra pedig a Vinogradišća-öböl előtt található a Stambedar-sziget és a Pločice sziklái. Sveti Klementtől keletre hajózva a Gojac, a Borovac (46 m), a Planikovac (27 m), a Marinkovac (47 m) és a Jerolim (vagy Sveti Jerolim, 22 m) szigetekkel találkozunk. A Sveti Klement, Borovac, Planikovac és Marinkovac szigetek közötti átjárók a Velo ždrilo, a Malo ždrilo és a Ždrilac nevet viselik. Hvar városa előtt található a Gališnik-sziget, délkeletre pedig az azonos nevű öböl előtt található a világítótoronnyal jelölt Pokonji Dol-sziget. Bár a csatorna másik oldalán fekvő a szigetek is ehhez a szigetcsoportbhoz tartoznak a Pakleni-szigetek szigetcsoportját Hvar szigetétől a Pakleni-csatorna választja el. A szigetek közötti hajózás az erős tengeri áramlások miatt nehéz és veszélyes, különösen délen, valamint a számos szikla és zátony miatt.

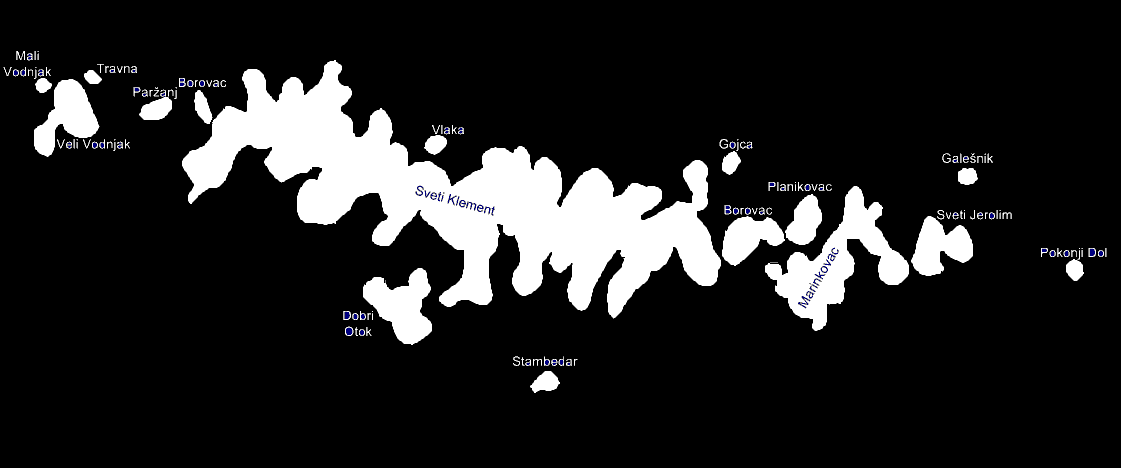
A pakleni-szigetek térképe

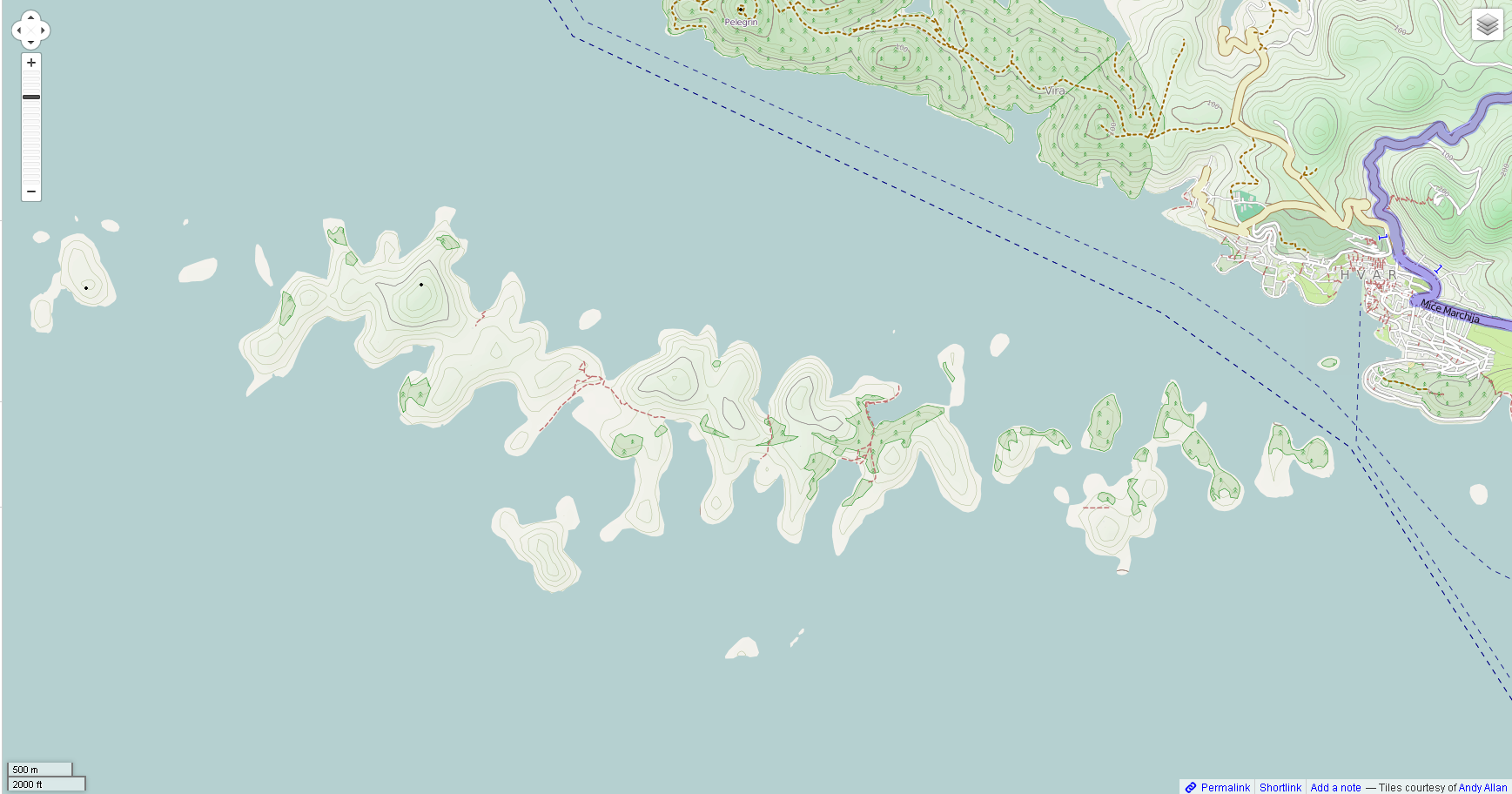
A pakleni-szigetek térképe

## Neve
A szigetek nevüket a paklináról, egyfajta fenyőgyantáról kapták, amelyet a hajóépítésben használtak. A helyi nyelvjárás következményeként a „paklina” (pakao = pokol) szó elferdítésével a csoportot „Pokol-szigetek”nek is nevezik, bár a névnek semmi köze semmilyen pokolhoz.

## Története
A legkorábbi emberi jelenlétet a szigeteken a halomsírok bizonyítják, amelyek közül a legtöbb Sveti Klement szigetén található, és amelyek arra utalnak, hogy a sziget temetkezési hely volt. Közülük három Palmižana településtől nyugatra fekszik.
Amikor a rómaiak az i. e. 2. század közepén stratégiai célokból összecsaptak az illír törzsekkel, különösen a dalmátokkal, a Hvar-sziget kikötői mellett a Šćedar-sziget, valamint a Pakleni-szigetek kikötőit is igénybe vették. A Soline-öbölben található Vlaka település mellett egy római villa maradványai találhatók, az egykori medence alját díszítő mozaik maradványaival. Az Okoriya-öbölben római épületek maradványait is megtalálták. A Baba-sziklától délre, a Sveti Klement-sziget északi oldalán Palmižánál régészeti lelőhelyet jegyeztek fel, ahol egy olyan ókori, a Római Birodalomból származó hajó maradványait találták meg, amely több mint 10 000 darab kerámiát szállított. A Marinkovac-szigeten egy nagyobb a fazekasközpont és római épületek maradványait találták. A Marinkovac-szigetet egykor Szent István vértanúról nevezték el, de a neki szentelt szakrális épület maradványait nem találták meg. 

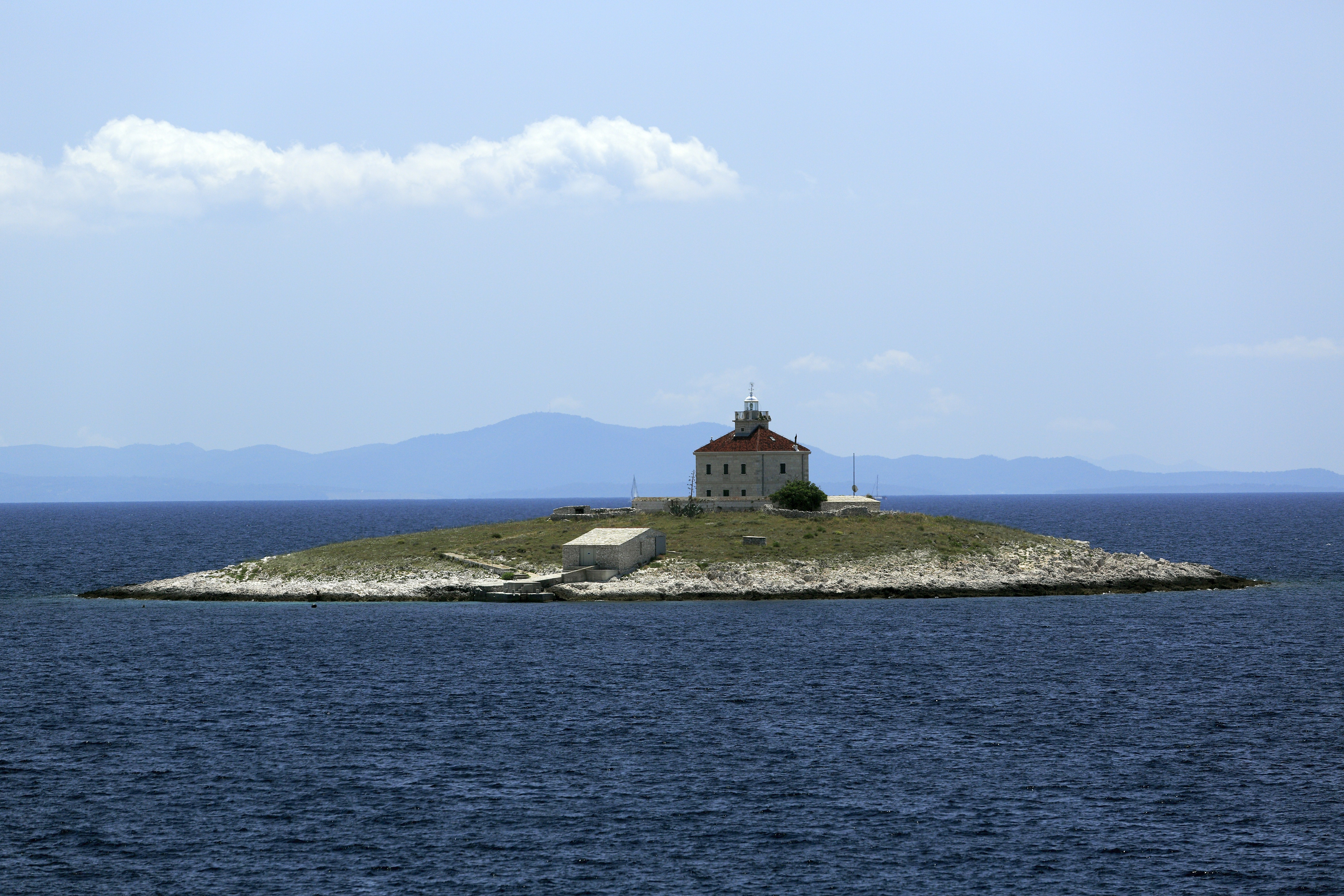
Pokojni Dol a világítótoronnyal

A dominikánusoknak 1539-ben kórházuk volt Sveti Klementen. A Sveti Jerolim-szigeten, amely egykor a ferences rend birtokában volt, volt egy kis templom, amely a 15. század vége előtt eltűnt. A szigeten középkorban sót termeltek ki és marhákat legeltettek.
A szigetek épületei között három védett van. A Vlaci településen található 16. századi Szent Kelemen templom. A templomot az 1866-os visi csata és az osztrák-magyar Radetzky fregatt 1869-es elsüllyedésének emlékére újították fel. Az 1854-ben épített 2234 tonnás fregatt 9 csomós sebességgel haladva lőporrobbanás következtében süllyedt el a Vistől mintegy 10 mérföldre északra fekvő Veli Vodnjak szigeténél 325 matrózzal a fedélzetén. A fregatt három évvel korábban részt vett a visi csatában, 1864-ben pedig a porosz-osztrák haditengerészet részeként a helgolandi öbölben vívott tengeri csatában. A hvari kikötő bejáratát, miután a franciák kivonultak az illír tartományokból, az osztrákok építették 1836-ban.

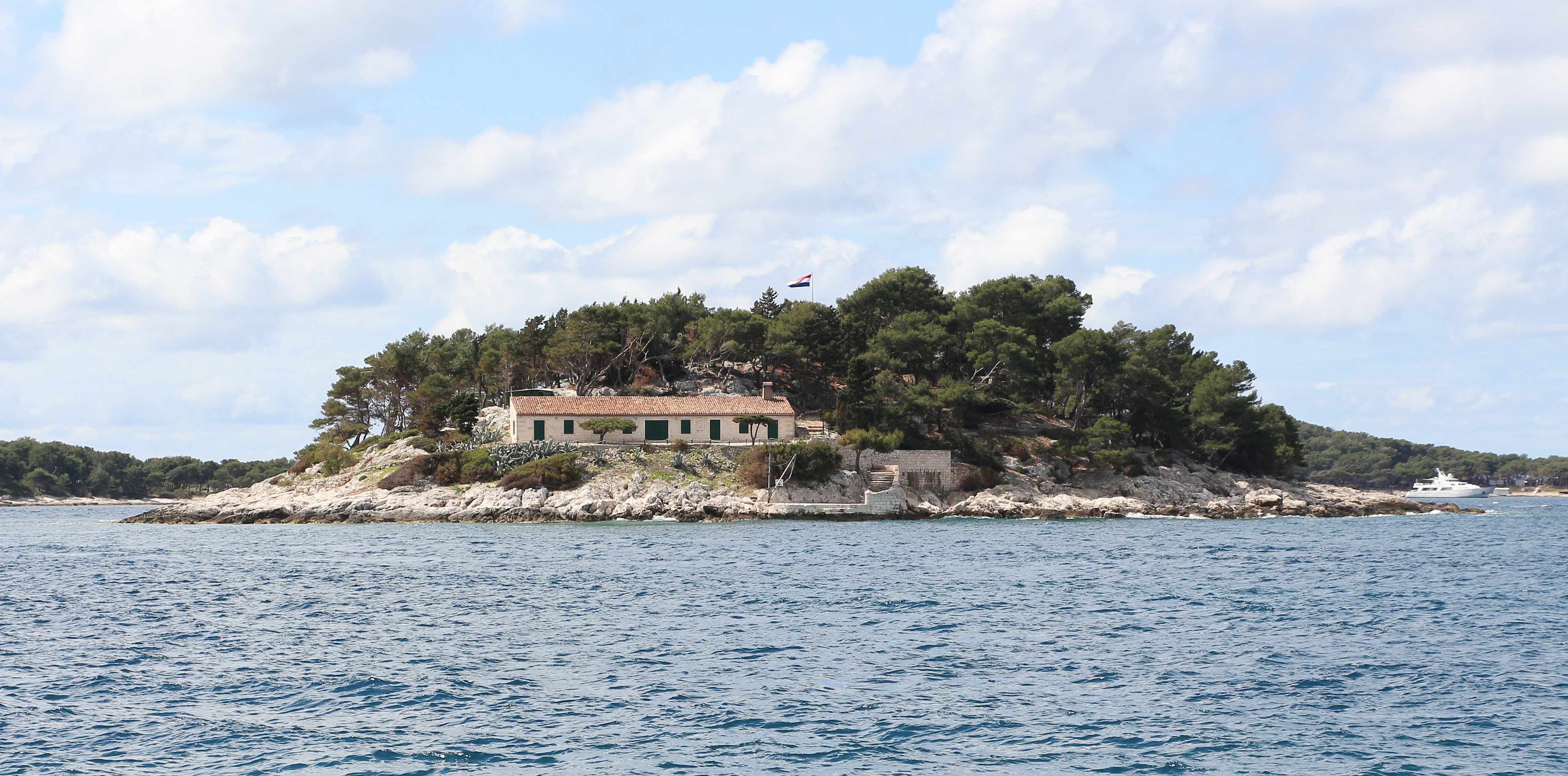
Gališnik szigete

## Népesség
Sveti Klement szigetén három település található: Momića Polje, Vlaka és Palmižana, amelyeknek azonban nincs állandó lakosa, ezért nem szerepelnek a Horvát Köztársaság településeinek hivatalos listáján. A 19. század végén Vlaka településen körülbelül 70 lakos élt. Ma már csak nyáron lakják a településeket.

## Gazdaság
Már a szigetcsoport neve is a szigeteken végzett legkorábbi tevékenységekről, a hajóépítésről és a környező tenger gazdagságának kiaknázásáról szól. Számos kisebb szántó is van rajtuk, amelyeken a történelem során gabonát termesztettek. Ma a szigeteken, amelyek Hvar egyik piknikező helyévé váltak, az emberi tevékenység azon alapul, hogy természeti szépségüket turisztikai célokra használják fel. A legrégebbi és leghíresebb hvari üdülőhely a Sveti Klement szigetén fekvő Palmižana, amelynek északi oldalán az azonos nevű öbölben található az ACI Palmižana kikötő 160 férőhelyes kapacitással. Palmižanában számos étterem és vendégház található. További piknikezőhelyek a Ždrilica, a Sveti Jerolim-sziget és a Marinkovacon található Stipanska-öböl, amelyek közül az utóbbi kettő nudista strand. Mindegyik étteremmel van felszerelve, és rendszeres vizitaxi járat köti össze Hvar városával. A faluban több étterem is működik.

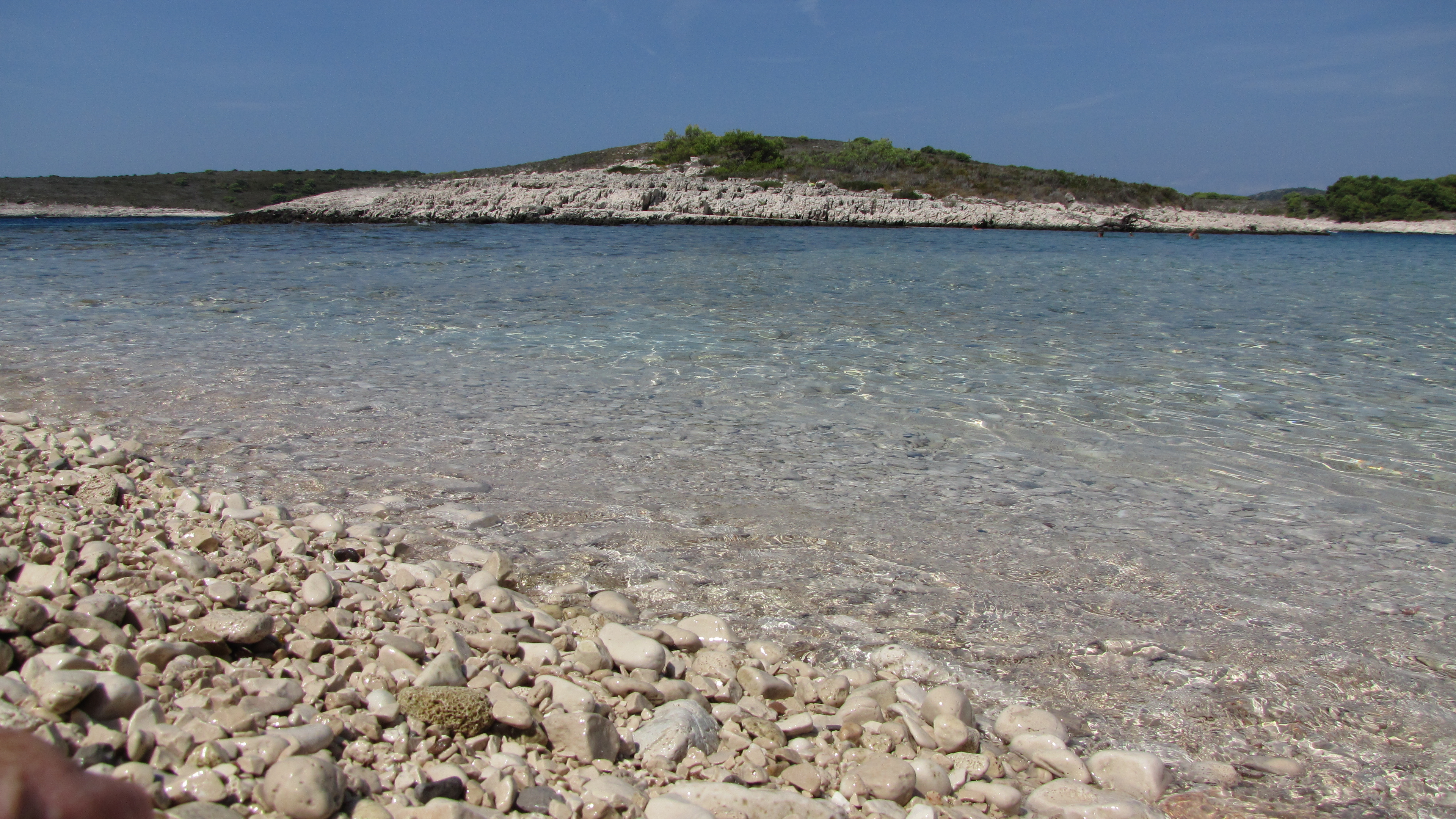
Marinkovac – Mlini-öböl

A Pakleni-szigetek a búvárturizmusnak is központja. Az egyik legérdekesebb búvárhely a „Sika od vodnjak”, a Veli Vodnjak szigettől keletre, amely több keskeny függőleges sziklából áll. Közülük a legszembetűnőbb a Kampel- (vagy Kampanel) szikla, amely függőlegesen körülbelül 46 m mélyről 15 m tengerszint feletti magasságba emelkedik. További búvár célpontok a Stambedar és az Ujedinjeno Gaško, amely egy 5 m mélységben levő 30 m hosszú víz alatti barlang.
Palmižana mellett egy helikopter leszállóhelyet is építettek, amely egyike Hvar városának területén kialakított leszállóhelyeknek. A Pakleni-szigetek körüli hajózás biztonságát számos világítótorony szabályozza, amelyek a Klobuk-fokon, a Veli Vodnjak, Sveti Jerolim, Pokonji Dol és Gališnik szigeteken, valamint a Baba sziklán, és az ACI Pamižana kikötő bejárata előtt találhatók.
A Horvát Köztársaság természetvédelmi törvénye szerint a Paklinski-szigetek a jelentős táj kategóriájában védett természeti emlékek, azaz. védett táj, a Megyei Védett Természeti A Horvát Szocialista Köztársaság parlamentjének határozata szerint a szigetek 1972 óta védettség alatt állnak. Annak ellenére, hogy a szigetcsoport védelem alatt áll, a szigeteken az illegális építkezés problémája továbbra is fennáll, mivel az öblökben egyedi épületek és épületcsoportok épülnek. Bár az illegális építkezés problémája kisebb mértékben fordul elő, mint a szárazföldön, a terület érzékenysége miatt természeti értékei fokozott mértékben romlanak.

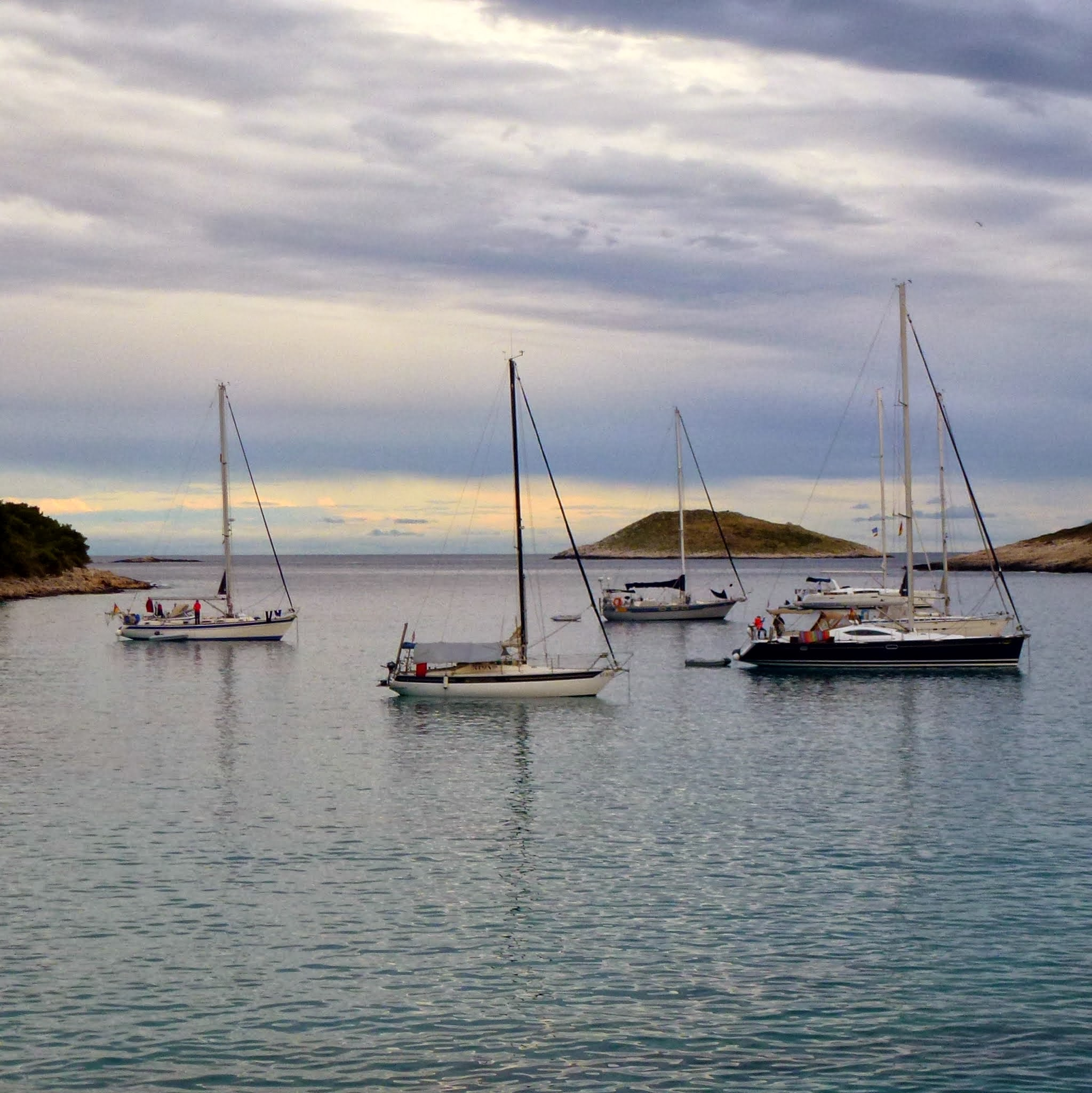
Vitorlások Sveti Klement öblében

## Növényvilág
A sziget növénytakarója főleg mediterrán. Macchia, magyaltölgy, mirtusz, üröm és lucfenyő, kisebb részben pedig alacsony aleppói fenyő és néhány mezőgazdasági növény borítja. Hvar város területfejlesztési terve a Pakleni-szigeteken található erdőket különleges rendeltetésű erdőkként jelöli meg, amelyeknek rekreációs funkciója van. Hanga és rozmaring, valamint zsálya, kamilla, kakukkfű, édeskömény és babér valamint más aromás mediterrán növények is növekednek a szigeteken.

## Fordítás
- Ez a szócikk részben vagy egészben  a   Paklinski otoci című horvát Wikipédia-szócikk ezen változatának fordításán alapul.  Az eredeti cikk szerkesztőit annak laptörténete sorolja fel. Ez a jelzés csupán a megfogalmazás eredetét és a szerzői jogokat jelzi, nem szolgál a cikkben szereplő információk forrásmegjelöléseként.